# Pixie IA
Pixie és la nova eina assistent d'Intel·ligència Artificial que Google llançarà amb el Píxel 9 i el Píxel 9 Pro. Utilitzarà com a model la recent creació de DeepMind i Google Research: Google Gemini.

## Llançament
Mesos després d'anunciar el llançament de Gemini, l'organització de Google decideix anunicar Pixie, un nou sistema recolzat per la Intel·ligència Artificial que podria ser exclusiu per a dispositius Píxel.

## Funcionament
La funció de l'assistent és fer tasques complexes i personalitzades a través de data adquirida dels serveis de Google. Aquestes poden venir de Gmail, Google Maps, YouTube o Google Fotos. Les tasques multimodals poden ser, per exemple, suggerir espais on comprar un producte que ha estat fotografiat prèviament amb el telèfon.
Pixie serà més intel·ligent i potencialment més personal que Google Assistant, l'anterior servei que utilitzava l'empresa per als seus dispositius. S'espera també que el seu ús sigui possible sense la necessitat de tenir Internet, ja que compta amb un processador específic per a la IA.